# Río Chone
Der Río Chone ist ein 67 km langer Zufluss des Pazifischen Ozeans in der Provinz Manabí in Ecuador.

## Flusslauf
Der Río Chone entsteht am Zusammenfluss von Río Grande und Río Mosquito 6 km nordöstlich der Stadt Chone. Er fließt in westlicher Richtung. Nach 7 km zweigt der Chone-Kanal linksseitig ab. Dieser verläuft südlich der Stadt Chone und endet in der Laguna El Canal. Der Río Chone nimmt den Río Garrapata von rechts auf und verläuft im Anschluss entlang dem nördlichen Stadtrand von Chone. Bei Flusskilometer 34 trifft der Río Carrizal von Süden kommend auf den Río Chone. Dieser mündet schließlich in den Pazifischen Ozean. Dabei bildet er ein großes Ästuar, das sich zur Bucht Bahía de Caráquez öffnet. Die Fernstraße E15 überquert den Fluss an der Mündung. Am westlichen Flussufer liegt die Stadt Bahía de Caráquez, am östlichen Flussufer San Vicente. 

## Hydrologie und Einzugsgebiet
Der Río Chone entwässert ein Areal von 2483 km². Der mittlere Abfluss beträgt 26 m³/s. Die Quellflüsse des Río Chone entspringen in der Cordillera Costanera, einem Höhenrücken, der entlang der ecuadorianischen Pazifikküste verläuft.